# Perepravnaya
Pereprevnaya (del ruso: Переправная) es una stanitsa del raión de Mostovskói del krai de Krasnodar, en Rusia. Está situada en la cabecera del río Jodz, afluente del Kubán, entre las llanuras de Kubán-Priazov y el Cáucaso occidental, 8 km al sur de Mostovskói y 160 km al sudeste de Krasnodar, capital del krai. Tenía 3 261 habitantes en 2010.
Es cabeza del municipio Perepravnenskoye, al que pertenecen asimismo Tsentralni, Svobodni Mir, Krasni Gai y Diatlov.

## Historia
La stanitsa fue fundada en 1861. Hasta 1920 pertenecía al otdel de Maikop del óblast de Kubán

## Demografía
| 2002  | 2010  |
| ----- | ----- |
| 3 145 | 3 261 |

### Composición étnica
De los 3 145 habitantes que había en 2002, el 90.3 % era de etnia rusa, el 3.1 % era de etnia gitana, el 2.2 % era de etnia ucraniana, el 0.9 % era de etnia armenia, el 0.6 % era de etnia bielorrusa, el 0.5 % era de etnia griega, el 0.5 % era de etnia griega, el 0.3 % era de etnia georgiana, el 0.3 % era de etnia azerí, el 0.3 % era de etnia alemana y el 0.2 % era de etnia tártara